# Lucien Graff
Lucien Graff   (28 de novembre de 1918) és un atleta suís, especialista en el salt de llargada, que va competir durant la dècada de 1940.
En el seu palmarès destaca una medalla de plata en la prova del salt de llargada al Campionat d'Europa d'atletisme de 1946, rere Olle Laessker.

## Millors marques
- Salt de llargada. 7,40 metres (1946)[3]